# Ascher Lévy
Ascher Lévy (* 4. September 1588 in Alesheim (Bayern); ✡ 1635 in Reichshoffen (Elsass)) war ein Elsässer Rabbiner. Berühmt ist er durch seine Memoiren. Wegen der Wirren des Dreißigjährigen Krieges sind die genauen Sterbedaten nicht überliefert.

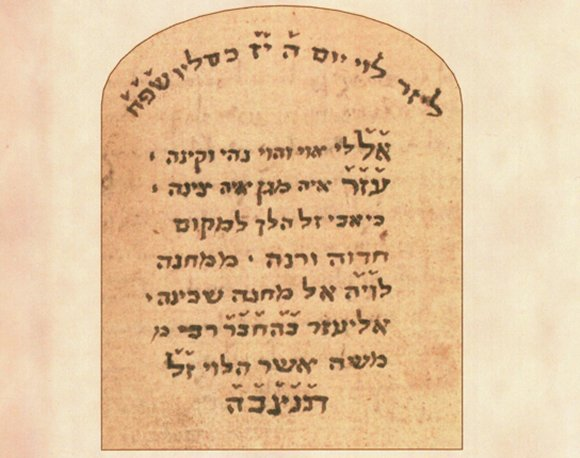
Ascher Levy aus Reichshoffen, Seite seines Manuskripts

## Leben
Ascher Lévy war der Sohn von Eliezer ha-Lévy, geboren in Alesheim und seiner Frau Hindel, geboren in Lothringen. 1622 heiratete er Malka, Tochter von Eliezer Lippmann aus Reichshoffen, sie hatten drei Kinder. Ab 1598 studierte er die jüdische Religion, zuerst bei seinem Vater, dann auf Reisen zu berühmten Rabbinern in Prag und Metz. Er ist ein Beispiel für den „kosmopolitischen“ Juden seiner Zeit, der halb Europa kennenlernte: Bayern, Lothringen, Böhmen, Mähren und schließlich Elsass. Nachdem er sich in Reichshoffen niedergelassen hatte, war er als Rabbiner, Beschneider, Hebräischlehrer, Schreiber und Kantor tätig. Er lebte sehr bescheiden von kleinen Geschäften wie Geldwechsel, Handel mit Getreide und anderen landwirtschaftlichen Produkten. Während des Dreißigjährigen Kriegs erlebte er das Elend im Elsass: Seuchen wie Cholera, Pest oder Typhus, der räuberische Durchzug von marodierenden Banden, den Hunger. Während des Krieges machte er auch Geschäfte mit den durchziehenden Armeen und verkaufte ihnen Lebensmittel und machte Geldgeschäfte mit ihnen. Er schildert das Leben eines kleinen Juden in schlimmen Zeiten, der mit seiner Familie nur mit Mühe überlebt. Allerdings lebten im Jahr 1641 nur noch 15 Menschen in Reichshoffen, darunter kein einziger Jude.

## Memoiren
Er beschreibt detailliert sein Leben von 1598 bis 1638 in Hebräisch. Das Buch umfasst 73 Seiten im Format 15 × 9,5 cm. Das Werk zeigt, dass er Hebräisch perfekt beherrschte. Seine Memoiren sind wahrscheinlich das einzige Dokument über das tägliche Leben der Juden im Elsass zu Beginn des 17. Jahrhunderts. Neben seinem eigenen Leben berichtet er auch von den gelehrten Rabbinern seiner Zeit und internen Konflikten in der Gemeinde Metz. Trotz aller Prüfungen zweifelte er nicht an seinem Glauben. Seine Nachrufe auf verstorbene Verwandte oder Bekannte priesen deren gute Seiten.
Das hebräische Original ist verloren gegangen, es ist aber eine deutsche Übersetzung von Moïse Ginsburger aus dem Jahr 1913 erhalten.

### Auszüge
Alle aus der Übersetzung von M. Ginsburger.
Der Beginn: „Dies ist da Tor zum Ewigen, die Gerechten kommen hinein. Buch der Erinnerungen Fett ist seine Speise (Gen. 49,20), um die Herzen zu führen zum Andenken die Ereignisse und Begebenheiten der Zeit, die sich mir zugetragen haben und allen meinen Familienangehörigen von dem Tage an, da mich der Ewige herausgeführt hat aus dem Lichte der Finsternis, in die Finsternis der Zeit und ihre Strömungen in dieser niedrigen Welt.“
Ascher Lévys letzter Eintrag, ein Gedicht:
„So spricht der Schreiber und Sprecher Ascher Lévy mit zerknirschtem Herzen.
In der darauffolgenden Nacht des Fastens des zehnten Monats 
Ergriff mich mein schmerzliches Leiden 
Und ich sah meine Taten auf der untersten Stufe 
Und nach welcher Stufe immer ich mich wandte, 
War ich immer wie ein Hund, der zu seinem Kote zurückkehrt....“
Danach folgen noch Stammbäume verschiedener jüdischer Familien, die Lévy kannte. Zum Schluss setzt Jonah Cohen, ein Nachkomme von Lévy das Buch im Anhang mit seiner Familiengeschichte fort.
„Darüber weine ich, und vergießet Tränen mein Auge, über den Tod meines Sohnes Ascher, der am Sonntag, den 25. Kislev 435 (1674) gestorben ist, und er hinterließ einen Sohn namens Simchah nach dem Namen meines Vaters z. A. Gott möge eine Trennung machen zwischen den Toten und den Lebenden!“